# Список оригінальних фільмів Paramount+

Paramount+ (раніше CBS All Access) — стрімінговий відеосервіс OTT, який працює за передплатою і керований CBS. Надає доступ до нового і старого контенту CBS, а також прямих трансляцій основних телеканалів медіахолдингу при наявності такої можливості з боку місцевих партнерів.

## Оригінальні фільми

### Художні фільми
| Назва                                      | Жанр                                | Дата виходу                  | Хронометраж    | Мова оригіналу |
| ------------------------------------------ | ----------------------------------- | ---------------------------- | -------------- | -------------- |
| Губка Боб: Втеча Губки                     | Анімація, Кінокомедія               | 4 березня 2021               | 1 год., 31 хв. | Англійська     |
| Нескінченність                             | Науково-фантастичний фільм, Бойовик | 10 липня 2021 11 серпня 2021 | 1 год., 46 хв. | Англійська     |
| Команда J                                  | Музичний фільм                      | 3 вересня 2021               | 1 год., 25 хв. | Англійська     |
| Паранормальна активність: Найближчі родичі | Надприродні жахи                    | 29 жовтня 2021               | 1 год., 38 хв. | Англійська     |
| Ліга монстрів                              | Анімація, Кінокомедія               | 15 грудня 2021               | 1 год., 35 хв. | Англійська     |
| Між життям і смертю                        | Надприродна романтика               | 11 лютого 2022               | 1 год., 56 хв. | Англійська     |
| Три місяці                                 | Комедія-драма                       | 23 лютого 2022               | 1 год., 44 хв. | Англійська     |
| Джері та Мардж стають більшими             | Кінокомедія                         | 17 червня 2022 р             | 1 год, 36 зв.  | Англійська     |
| Бівіс і Баттхед створюють Всесвіт          | Анімація для дорослих,кінокомедія   | 23 червня 2022 р             | 1 год., 26 хв. | Англійська     |
| Товариство пошани                          | Повноліття, кінокомедія             | 29 липня 2022                | 1 год., 38 хв. | Англійська     |
| В очікуванні релізу                        |                                     |                              |                |                |
| Секретний штаб                             | Супергеройський фільм               | 12 серпня 2022               | TBA            | Англійська     |
| Orphan: First Kill                         | Фільм жахів                         | 19 серпня 2022               | TBA            | Англійська     |
| 6 Фестивалів                               | Драматичний фільм                   | 25 серпня 2022               | TBA            | Англійська     |
| On the Come Up                             | Кінокомедія                         | 23 вересня                   | TBA            | Англійська     |
| Blue's Big City Adventure                  | Навчальна дитячя кінокомедія        | 18 листопада 2022            | TBA            | Англійська     |

### Спеціальні релізи
| Назва                                                     | Жанр                      | Дата виходу       | Хронометраж    | Мову оригіналу |
| --------------------------------------------------------- | ------------------------- | ----------------- | -------------- | -------------- |
| Кейсі Масгрейвз: зірки                                    | Музичний відеокліп        | 10 вересня 2021   | 50 хв.         | Англійська     |
| Мадам X                                                   | Фільм концерт             | 8 жовтня 2021     | 1 год., 57 хв. | Англійська     |
| Запитання та відповіді Мадам Х                            | Позакадрове фільмування   | 18 листопада 2021 | 37 ха.         | Англійська     |
| Південний Парк: Після COVID'а                             | Мультфільм для дорослих   | 25 листопада 2021 | 59 хв.         | Англійська     |
| Південний парк: Постковідний спецвипуск: Повернення COVID | Мультфільм для дорослих   | 16 грудня 2021    | 1 год., 2 хв.  | Англійська     |
| Південний Парк: Стримінгові війни                         | Мультфільм для дорослих   | 1 червня 2022     | 48 хв.         | Англійська     |
| Щенячий патруль                                           | Розвиваюча дитяча комедія | 24 червня 2022    | 1 год., 8 хв.  | Англійська     |
| Південний парк. Стрімінгові війни. Частина 2              | Мультфільм для дорослих   | 13 липня 2022     | 51 хв.         | Англійська     |

## Майбутні оригінальні фільми

### Художні фільми
| Назва                               | Жанр                                | Дата виходу | Хронометраж | Мова оригіналу |
| ----------------------------------- | ----------------------------------- | ----------- | ----------- | -------------- |
| Опівночі                            | Романтична комедія                  | 2022        | TBA         | Іспанська      |
| Передчуття                          | Драматичний фільм                   | 2022        | TBA         | Іспанська      |
| Фентезі-футбол                      | Спортивний фільм, Кінокомедія       | 2022        | TBA         | Англійська     |
| Finestkind                          | Кримінальний фільм                  | 2022        | TBA         | Англійська     |
| Тихо, тихо                          | Драматичний фільм                   | 2022        | TBA         | Англійська     |
| День снігу                          | Дитячий музичний фільм, кінокомедія | 2022        | TBA         | Англійська     |
| Вовченя: Фільм                      | Фільм жахів                         | 2022        | TBA         | Англійська     |
| Baby Shark: Велике кіно!            | дитяча кінокомедія                  | 2023        | TBA         | Англійська     |
| Фільм по південному парку           | Анімація для дорослих, кінокомедія  | 2023        | TBA         | Англійська     |
| Фільм по південному парку           | Анімація для дорослих, кінокомедія  | 2023        | TBA         | Англійська     |
| Фільм по Губці Бобу                 | Анімація, Кінокомедія               | 2023        | TBA         | Англійська     |
| Фільм по черепашкам-ніндзя          | Animation Супергеройський фільм     | 2023        | TBA         | Англійська     |
| Фільм по південному парку           | Анімація для дорослих, кінокомедія  | 2024        | TBA         | Англійська     |
| Фільм по південному парку           | Анімація для дорослих, кінокомедія  | 2024        | TBA         | Англійська     |
| Фільм по південному парку           | Анімація для дорослих, кінокомедія  | 2025        | TBA         | Англійська     |
| Фільм по південному парку           | Анімація для дорослих, кінокомедія  | 2025        | TBA         | Англійська     |
| Фільм по південному парку           | Анімація для дорослих, кінокомедія  | 2026        | TBA         | Англійська     |
| Фільм по південному парку           | Анімація для дорослих, кінокомедія  | 2026        | TBA         | Англійська     |
| Фільм по південному парку           | Анімація для дорослих, кінокомедія  | 2027        | TBA         | Англійська     |
| Фільм по південному парку           | Анімація для дорослих, кінокомедія  | 2027        | TBA         | Англійська     |
| El Salto de Papá                    | Драматичний фільм                   | TBA         | TBA         | Іспанська      |
| Дівчинка, будь ласка                | Драматичний фільм                   | TBA         | TBA         | Англійська     |
| Один повинен померти                | Гостросюжетний фільм                | TBA         | TBA         | Іспанська      |
| Розбійники                          | Бойовик                             | TBA         | TBA         | Іспанська      |
| Пріквел к Клодовищу домашніх тварин | Фільм жахів                         | TBA         | TBA         | Англійська     |
| Фільм по телесеріалу Морські котики | Бойовик                             | TBA         | TBA         | Англійська     |
| Фільм по Губці Бобу                 | Анімація, Кінокомедія               | TBA         | TBA         | Англійська     |
| Фільм по Губці Бобу                 | Анімація, Кінокомедія               | TBA         | TBA         | Англійська     |